# Friedhof Marklohe

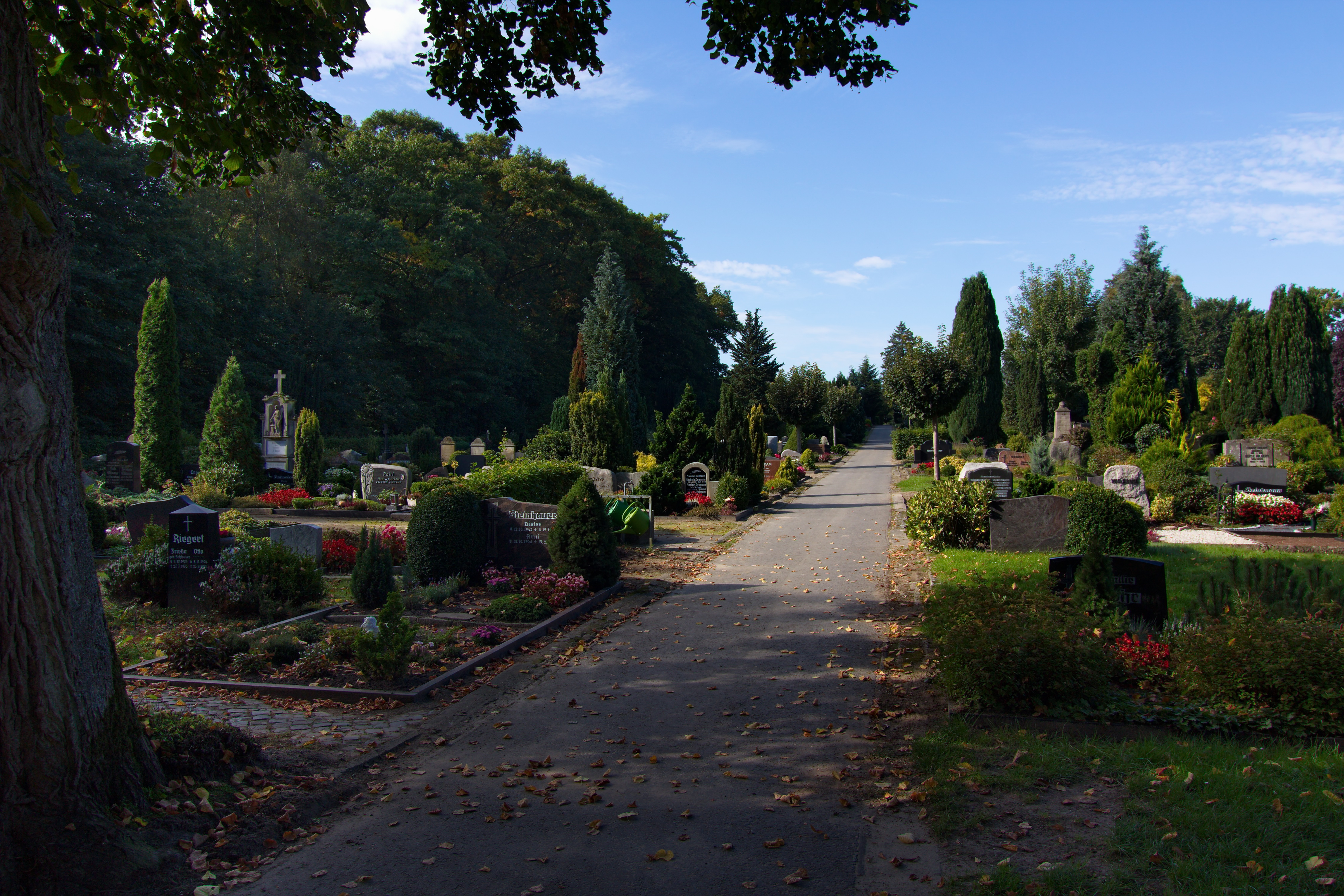
Friedhof Marklohe (2015)

Der Friedhof Marklohe befindet sich in Marklohe, einer Gemeinde in der Samtgemeinde Weser-Aue im niedersächsischen Landkreis Nienburg/Weser.
Der Friedhof liegt westlich der Landesstraße L 351 (= Hoyaer Straße) und nordwestlich der St. Clemens-Kirche. Am östlichen Rand des ca. 250 m langen und maximal 115 m breiten Friedhofs verläuft der Friedhofsweg.